# Cantone di Zenica-Doboj
Il Cantone di Zenica-Doboj (Zeničko-dobojski Kanton in bosniaco, Zeničko-dobojska Županija in croato e Зеничко-добојски Кантон in serbo) è uno dei 10 cantoni della Federazione di Bosnia ed Erzegovina con 364 433 abitanti (dato 2013);
il suo presidente è Miralem Galijašević.
Il cantone è situato nella parte centrale della Bosnia ed Erzegovina. Il capoluogo è Zenica, mentre nel nome del cantone compare anche il nome della località di Doboj.
La popolazione è quasi totalmente composta da bosgnacchi.

## Geografia antropica

### Suddivisioni amministrative
Il cantone è diviso in 12 comuni:
- Breza
- Doboj jug
- Kakanj
- Maglaj
- Olovo
- Tešanj
- Usora
- Vareš
- Visoko
- Zavidovići
- Zenica
- Žepče